# هونغ هو-وون
هونغ هو-وون (هانغل: 공호원) هو لاعب كرة قدم كوري جنوبي في مركز الوسط، ولد في 4 سبتمبر 1997 في باجو في كوريا الجنوبية. لعب مع هاوجانج يونايتد.